# Join Together
«Join Together» es una canción escrita por Pete Townshend del grupo de rock The  Who. Fue lanzado como sencillo en 1972 y fue uno de los tres singles sin-álbum  en relación con el proyecto Lifehouse, junto con «Let's See Action» y «Relay». Alcanzó el número 9 en las listas musicales británicas y #17 en el Billboard Hot 100 de los Estados Unidos. Fue incluida en varios álbumes recopilatorios, como The Ultimate Collection (The Who) y My Generation: The Very Best of The Who.
La canción fue interpretada por primera vez en vivo en la gira promocional de su disco The Who By Numbers desde 1975-1976, aunque de forma más acortada sirviendo de enlace a «My Generation». De la misma manera, fue tocada en su tour de 1979. En la gira de 1982, fue tocada junto al éxito «Magic Bus». Para la gira de 1989, volvió a ser interpretada, esta vez, de la misma manera de la versión de estudio. El 13 de enero de 2011, la banda tocó esta canción con los invitados Debbie Harry, Jeff Beck y Bryan Adams como cierre del espectáculo a beneficio Concert for Killing Cancer.